# Sam Goodwin
Sam Goodwin, diminutivo di Samuel Gourlay Goodwin (Tarbolton, 14 marzo 1943 – Coatbridge, 9 marzo 2005) è stato un allenatore di calcio e calciatore scozzese, di ruolo centrocampista.

## Carriera

### Giocatore
Dopo aver giocato a livello dilettantistico con i Craigmark Burntonians ha esordito tra i professionisti nel 1964, all'età di 21 anni, con gli Airdrieonians, club della prima divisione scozzese; nel 1971, dopo complessive 15 reti in 196 partite di campionato, ha lasciato il club per andare a giocare al Crystal Palace, con cui nella stagione 1971-1972 ha giocato 25 partite nella prima divisione inglese. Dopo una sola stagione è tornato in Scozia, dove tra il 1972 ed il 1975 ha segnato 2 reti in 64 presenze in prima divisione con il Motherwell, alle quali ha poi aggiunto 24 presenze e 2 reti con il Clydebank nella stagione 1975-1976, nella quale ha vinto la terza divisione scozzese e terminata la quale si è ritirato, all'età di 33 anni.

### Allenatore
Tra il 1976 ed il 1981 ha allenato gli Albion Rovers, nella terza divisione scozzese.

## Palmarès

### Giocatore

#### Competizioni nazionali
- Scottish League One: 1

Clydebank: 1975-1976

#### Competizioni regionali
- Lanarkshire Cup: 1

Motherwell: 1972-1973